# Triệu Nguyệt
Triệu Nguyệt (chữ Hán: 趙月, phiên âm tiếng Anh: Zhao Yue, phiên âm Wade-Giles: Chao Yüeh, ?-213) là một viên tướng của nhà Ngụy trong thời kỳ Tam Quốc, con trai đầu của Triệu Ngang binh sĩ của nhà Hán. Triệu Nguyệt tham gia trong trận Ký Thành, sau khi Mã Siêu hạ được Ký Thành, chiêu hàng các tướng người Hán trong đó có Triệu Ngang, ông ta không tin tưởng Triệu Ngang nên đã bắt làm tin ở huyện Nam Trịnh. Sau đó khi Triệu Ngang cấu kết với các tướng người Hán làm phản chống lại Mã Siêu, Mã Siêu đã giết Triệu Nguyệt.

## Thân thế
Tam Quốc chí, Ngụy thư, quyển 25: Tân Tỷ Dương Phụ Cao Đường Long truyện, phần Dương Phụ truyện dẫn chú Liệt nữ truyện của Hoàng Phủ Mật cho biết: Triệu Nguyệt là con trai đầu của Triệu Ngang và Vương Dị, anh trai của Triệu Anh. Trong trận Ký Thành, sau khi Mã Siêu hạ được Ký Thành, chiêu hàng các tướng người Hán trong đó có Triệu Ngang, ông ta không tin tưởng Triệu Ngang nên đã bắt làm tin ở huyện Nam Trịnh.

## Cái chết
Sau khi Mã Siêu bắt Triệu Nguyệt làm con tin ở Nam Trịnh, Triệu Ngang có âm mưu cấu kết với đồng đảng để phản lại Mã Siêu, Triệu Ngang báo cho Vương Dị biết và bày tỏ lo ngại là.
| “ | Ta mưu như thế, việc tất trọn vẹn, còn Nguyệt thì sao? | ” |

Vương Dị đã khẳng khái đáp lại chồng là: 
| “ | Đem thân vì trung nghĩa, rửa nỗi nhục lớn cho chủ cha, vùi thân mình còn chẳng cho là trọng, huống chi là một đứa con? | ” |

Triệu Ngang cũng cố quyết tâm làm phản và khởi binh đánh Mã Siêu và Siêu bèn giết Triệu Nguyệt.

## Trong văn hóa
Trong tác phẩm Tam quốc diễn nghĩa của La Quán Trung tại Hồi 64 diễn tả về Triệu Nguyệt giống với sử sách tuy nhiên theo La Quán Trung thì Triệu Nguyệt là viên tì tướng dưới trướng của Mã Siêu và bị Mã Siêu giết ngay khi nghe tin Triệu Ngang làm phản, ông ta khi nghe tin đã "giận lắm, bắt ngay Triệu Nguyệt đem chém".

## Gia đình
- Cha: Triệu Ngang
- Mẹ: Vương Dị
- Em gái: Triệu Anh